# Falken (Fårup Sommerland)
Falken im Fårup Sommerland (Saltum, Dänemark) ist eine Holzachterbahn des Herstellers S&S Worldwide, die im Mai 2004 eröffnet wurde.
Die ca. 25 Mio. Dänische Kronen teure Achterbahn ist 622 m lang und erreicht eine Höhe von 20 m. Die Höchstgeschwindigkeit beträgt 75 km/h. Auf der Strecke wurden ein Tunnel sowie eine 450°-Helix verbaut. Sie ist eine von nur vier Holzachterbahnen des Herstellers.

## Zug
Falken besitzt einen Zug des Herstellers Gerstlauer Amusement Rides mit fünf Wagen. In jedem Wagen können sechs Personen (drei Reihen à zwei Personen) Platz nehmen.

## Auszeichnungen
2005 wurde der Park für die Achterbahn mit dem Neuheitenpreis „FKF-Award 2004“ des Freundeskreis Kirmes und Freizeitparks e. V. ausgezeichnet.